# Антимонид цинка
Антимонид цинка представляет собой неорганическое химическое соединение. Как антимонид индия, антимонид алюминия и антимонид галлия, это полупроводниковое интерметаллическое соединение. Он используется в транзисторах, инфракрасных детекторах и тепловизорах, а также магниторезистивных устройств.
История сплавов сурьмы и цинка: впервые был использован в работе Зеебека по термоэлектричеству. В 1860-х годах, Моисей Г. Фармер, американский изобретатель, разработал первый термоэлектрический генератор большой мощности на использовании сплава цинк-сурьма с составом, очень близким к стехиометрическому ZnSb. Он показал этот генератор в 1867 г. на Парижской выставке, где он был тщательно изучен. Фармер получил патент на свой генератор в 1870 году. Следующим исследователем была Мария Телкес, в 1930 году. Интерес был возрожден вновь с открытием материала Zn4Sb3 в 1990 году.